# Сказки Гофмана (фильм)
«Сказки Гофмана» (исходное британское название англ. Jacques Offenbach's The Tales of Hoffmann) — британский художественный фильм-мюзикл, снятый в 1951 году режиссёрами Майклом Пауэллом и Эмериком Прессбургером по мотивам оперы Жака Оффенбаха на основе произведений Э. Т. А. Гофмана. В фильме снимались звёзды балета Мойра Ширер, Людмила Черина, Леонид Мясин и Роберт Хелпман, знаменитый тенор Роберт Рансвилль, а также балетмейстер Фредерик Аштон, который и создал всю хореографию. Большинство съемочной группы, включая режиссёров и актёров, участвовало ранее в создании фильма «Красные Башмачки» (1948). Фильм полностью снят на английском языке, хотя оригинальная опера была на французском.

## Сюжет
Сюжет фильма достаточно близко следует опере Оффенбаха, с небольшими изменениями. История разворачивается в Нюрнберге начала XIX столетия. Молодой поэт Гофман рассказывает студентам и своему другу Никлаусу, пирующим в таверне Лютера, истории о трех своих возлюбленных. Каждая из которых олицетворяет собой его пассию — балерину Стеллу, в которую также влюблен городской советник Линдорф.

### Акт 1: «Олимпия»
В этом акте Гофман влюбляется в механическую куклу Олимпию, созданную изобретателем Спаланцани и оптиком Коппелиусом. Коппелиус продает Гофману волшебные очки, в которых неживые предметы кажутся живыми, и в которых Гофман видит Олимпию живой и привлекательной. Коппелиус требует плату за глаза куклы, и Спаланцани дает ему чек на лопнувший банк. На балу, устроенным Спаланцани, Гофман признается Олимпии в любви, но случайно выводит из строя её механизм. Она ломает очки поэта и пытается убежать, но на неё нападает разъяренный Коппелиус. Он, вместе с попытавшимся спасти Олимпию Спаланцани, разрывает куклу на куски, к ужасу Гофмана.

### Акт 2: «Джульетта»
Гостя в Венеции, Гофман встречает куртизанку Джульетту, которой покровительствует демонический колдун доктор Дапертутто. Он приказывает Джульетте похитить для него отражение Гофмана, как она похитила тень её любовника Питера Шлемиля. Джульетта убеждает Гофмана что она — его любовь, пока Дапертутто крадет у него отражение в большом зеркале. Увидев поэта и Джульетту вместе, Шлемиль зовет Гофмана на дуэль, где поэт успешно убивает его при помощи Дапертутто, и забирает у него ключ от будуара куртизанки. Но когда Гофман возвращается, он видит что Джульетта уплыла в гондоле, в объятиях демона.

### Акт 3: «Антония»
После долгих поисков, Гофман находит свою возлюбленную Антонию, уединенно живущую со своим отцом Креспелем и глухим слугой Францем на греческом острове. Антония — дочь известной певицы, которая получила от матери странную болезнь, убивающую её во время пения. К Креспелю приходит инфернальный доктор Миракль, утверждающий, что если Антония попробует петь, то умрет. Подслушавший их разговор Гофман передает его Антонии, и вместе они клянутся навсегда отказаться от музыки и карьеры. Когда Антония остается одна, появляется Миракль и с помощью магии вызывает дух матери Антонии. Антония начинает петь вместе с ним, пока не падает мертвой на глазах у Гофмана и Креспеля.
В таверну Лютера приходит Стелла, чтобы встретить Гофмана, но находит его окончательно захмелевшим и потому уходит вместе с появившемся Линдорфом. Злой рок, преследовавший поэта в его сказках, сбылся в реальной жизни.

## В ролях
- Мойра Ширер — Стелла / Олимпия (поёт Дороти Бонд)
- Энн Эйерс — Антония
- Людмила Черина — Джульетта (поёт Маргерита Гранди)
- Роберт Раунсвилл — Гофман
- Роберт Хелпман — Линдорф / Коппелиус / Дапертутто / доктор Миракль (поёт Брюс Даргавел)
- Памела Браун — Никлаус (поёт Моника Сиклер)
- Леонид Мясин — Спаланцани / Шлемиль / Франц (поёт Грэм Клиффорд)
- Фредерик Аштон — Кошениль / Крошка Цахес (поёт Мюррей Дикки)

## Номинации и награды фильма
4-й Каннский кинофестиваль (1951)
- Участие в конкурсной программе
- Специальный приз за адаптацию музыкального произведения в художественный фильм

1-й Берлинский кинофестиваль (1951)
- «Серебряный медведь» за лучший мюзикл — Майкл Пауэлл, Эмерик Прессбургер

24-я церемония вручения наград премии «Оскар» (1952)
- Номинация в категории «Лучшая работа художника-постановщика в цветном кинофильме» — Хайн Хекрот[англ.]
- Номинация в категории «Лучший дизайн костюмов в цветном кинофильме» — Хайн Хекрот